# Lepidotrigla japonica
Lepidotrigla japonica és una espècie de peix pertanyent a la família dels tríglids.

## Descripció
- Fa 20 cm de llargària màxima.[5][6]

## Hàbitat
És un peix marí, demersal i de clima tropical que viu entre 40-115 m de fondària.

## Distribució geogràfica
Es troba al Pacífic occidental: des del Japó fins al mar de la Xina Oriental, el mar de la Xina Meridional i Indonèsia.

## Observacions
És inofensiu per als humans.